# Nominor Leo
Nominor Leo (en latin : « Je suis appelé Lion ») est une huile sur toile du peintre Jean-Léon Gérôme réalisée en 1883. Elle fait partie de la collection du musée Jean-Léon Gérôme de Vesoul (France) à la suite d'un don de l'artiste en 1885.

## Description
Le nom du tableau signifie « On m’appelle Lion » en latin. Le tableau présente un lion allongé et semblant assoupi, regardant devant lui,.
Sur le blason en haut à droite se trouve un lion rampant tenant une palette. Le blason est surmonté d'une couronne royale et soutenue par un listel avec l'inscription Nominor Leo.